# Volodymyr Yezerskyi
Volodymyr Ivanovych Yezers'kyi - em ucraniano, Володимир Іванович Єзерський (Leópolis, 15 de novembro de 1976) - é um futebolista da Ucrânia que joga na posição de defesa.
Nos tempos de URSS, tinha seu nome russificado para Vladimir Ivanovich Yezerskiy (Владимир Иванович Езерский). 